# ألفرد هينك
ألفرد هينك هو صحفي وثوري ونقابي وسياسي ألماني، ولد في 1 مارس 1868 في ألتونه في ألمانيا، وتوفي في 24 فبراير 1946 في Wannefeld ‏ في ألمانيا. نشط حزبياً في الحزب الديمقراطي الاجتماعي الألماني. وقد انتخب عضو مجلس النواب الألماني للإمبراطورية الألمانية ‏ وانتخب عضو في الرايخستاغ في جمهورية فايمار ‏.